# Trakt Litewski

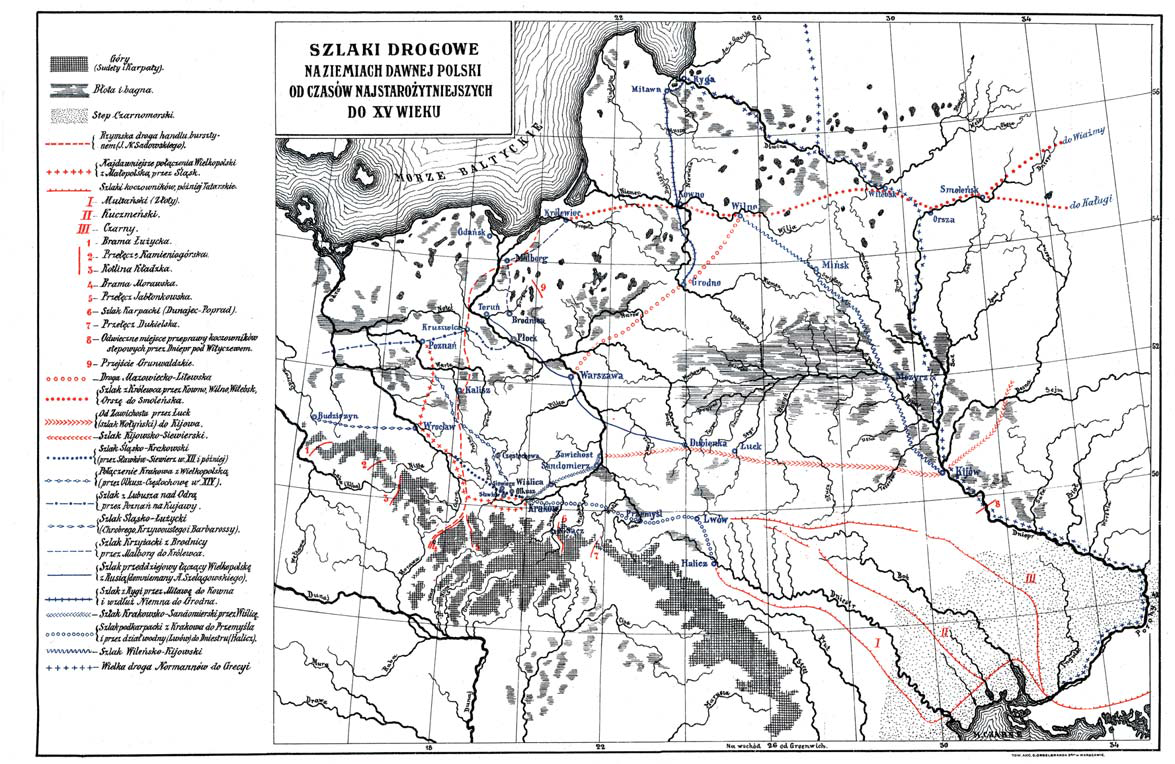
"Szlaki drogowe", mapa z Geografii ziem dawnej Polski Antoniego Sujkowskiego (1918).

Trakt Litewski – główny trakt handlowy pomiędzy dwiema stolicami I Rzeczypospolitej – Wilnem i Krakowem. Była to także ważna droga biegnąca ze wschodu na zachód kraju, którą wożone było zboże i produkty leśne do wiślanego portu w Kazimierzu, by potem spławiać je do Gdańska.